# 吉良義昭
吉良 義昭（きら よしあき/よしあきら、生没年不詳）は、戦国時代の武将。三河東条吉良氏の当主。吉良義堯の三男。

## 生涯
三河西条吉良氏当主・吉良義堯の三男として誕生した。
西条吉良氏は、はじめ長兄の義郷が継いでいたが、義郷が死去すると次兄の義安が継ぐこととなった。ところが、東条吉良氏の吉良持広も死去したため、義安はこちらの家督を継ぎ、西条吉良氏の家督はこの義昭が相続することになった（『今川記』）。なお、この時に義安が西条吉良氏の家督も得ようとしたのが、一連の吉良氏を巡る争乱の一因になったとする説もある。
1549年（天文18年）、駿河国の戦国大名・今川義元が織田氏家臣の安祥城主・織田信広を攻めた際に、兄・義安は織田氏に協力したため、今川軍に捕らえられて駿府へ送られたが、義昭は今川軍に協力したため、義元より東条吉良氏も一緒に受け継ぐよう命じられた。これにより、東西の吉良氏を統一させて今川家に臣従することとなった。
ただし、吉良義昭の吉良氏継承については異説もあり。兄の義安はその後赦免されて当主に復帰したものの、1555年（弘治元年）に再び今川氏に対して挙兵（三河忩劇）をしたために1557年（弘治3年）になって三河を追われ、その結果として義昭が両吉良氏の当主になったとする説もある。
しかし、1560年（永禄3年）5月19日、桶狭間の戦いにおいて今川義元が討たれると、三河における今川氏の支配力が減退し、義昭は後援を失った形となった。しかも、これに乗じた松平元康（後の徳川家康）は今川氏から独立し、吉良氏をしばしば攻めるようになった。度重なる戦の末、ついに1561年（永禄4年）には松平氏への降伏を余儀なくされ、その後は岡崎へ移住させられていた。
1563年（永禄6年）、西三河に三河一向一揆が勃発。これを再起反攻の機ととらえると三河一向宗と同盟を結び、再び家康との決戦に臨んだ（一向一揆とは無関係とする説もある）。しかし力及ばず、東条城は落城させられ、義昭は三河からの撤退を余儀なくされた（実際は、しばらくの間、そのまま在国していたが、生活に窮し出国したらしい）。その後、六角承禎を頼り近江国に逃れ、最後は摂津国芥川で戦死したといわれるが、詳細は不明。
兄・義安に吉良氏の家督継承が認められ、三河吉良氏そのものは存続を許された。その後、三河吉良氏は江戸幕府のもとで高家となり、赤穂事件で知られる吉良義央を出した。事件の影響で義央の嗣子吉良義周の代に改易されている。

## 登場作品
- NHK大河ドラマ『どうする家康』（2023年、演：矢島健一）